# 吳直謙
吳直謙（Jack Ng，约1988年—），生於香港，香港籃球運動員，司職控球後衛，現時香港甲一組籃球聯賽球隊遊協。

## 籃球生涯
吳直謙生於香港，10歲初次接觸籃球，一直未有參與本地訓練班，直至18歲到英國升讀利物浦大學主修金融，畢業後更遠赴加拿大邊工作邊打業餘籃球一年，23歲回流返港生活，於2012年首次創業開公司，及後跟着朋友到南青試操，然後邊工作邊打球，他是當時仍在甲二的南青搶分重點，更在2015年帶領球隊升班，首季甲一上陣機會不多，2016年轉會晉龍轉打控球後衛，更在常規賽以30次助攻排名聯盟第3，2017年加盟遊協。 

## 外部連結
- 香港籃球總會網頁（页面存档备份，存于）